# Emily Valentine
Emily Frances Valentine (Contea di Fermanagh, 1878 – Londra, 1967) è una pioniera del rugby femminile, la cui attività in tale sport è allo stato la più remota accertata.
Le testimonianze sui suoi trascorsi agonistici retrodatano di almeno trent’anni l’esordio documentato delle donne nel rugby.

## Biografia
Nativa della contea di Fermanagh, nell'attuale Irlanda del Nord, Emily era una dei sei figli di William Valentine, che sul finire degli anni ottanta del XIX secolo assunse la vicedirezione della Portora Royal School di Enniskillen, capoluogo della contea.
La piccola Emily era abituata a veder giocare i suoi fratelli nella squadra di rugby della scuola, che suo padre aveva contribuito a ravvivare dopo che anni prima era stata sciolta.
Tuttavia poco o nulla si sapeva della sua attività sportiva perché a diciott’anni, dopo la fine degli studi, si era specializzata in infermieristica e, dopo il matrimonio con un ufficiale dell’esercito britannico, William Galway, visse e lavorò in Sudafrica e India.
Tornata nel Regno Unito, visse in Inghilterra dove morì nel 1967.
Dai resoconti da lei tenuti nel suo diario emerse, nei primi anni del XXI secolo, che ai tempi della frequenza a Portora la decenne Emily aveva espresso più volte il desiderio di giocare insieme ai suoi fratelli, e un giorno del novembre 1887, con la squadra della scuola mancante di un giocatore, le fu permesso di scendere in campo.
La descrizione da lei lasciata di quella sua prima partita e l’enfasi posta nel ricordare la marcatura della sua prima meta testimoniano come il suo desiderio di giocare a rugby non fosse occasionale e di come fosse conscia di compiere un atto ancora socialmente non accettato, tanto da nascondere persino ai genitori la sua presenza in campo, che non si limitò solo a quell’incontro.
Sua nipote Catherine Galway mise a disposizione le memorie di Emily, oggi custodite presso il museo del rugby a Twickenham.
Le memorie di Emily Valentine sono storicamente importanti perché rappresentano l’unica testimonianza inequivocabile di attività rugbistica femminile nel XIX secolo: esiste invero una traccia giornalistica circa una partita di football giocata probabilmente con le regole del rugby nel 1881 a Liverpool tra calciatrici inglesi e scozzesi, ma è un’informazione che si inferisce in via indiretta dal fatto che nell’articolo non si parla di marcatura di goal (rete, nel calcio) ma di touchdown (la meta del rugby).
Esse retrodatano, inoltre, di circa trent’anni le prime documentate esperienze di rugby femminile, che si ritenevano risalire al tempo della prima guerra mondiale nel 1917 quando due squadre si incontrarono a Cardiff per un incontro di beneficenza a sostegno dei soldati di un battaglione locale impegnato Oltremanica nel conflitto bellico, e l'unico nome identificato di quelle giocatrici era quello di Maria Eley (1900-2006), a lungo quindi considerata la prima rugbista nota.

### Cultura di massa
Come detto, copia delle memorie di Emily Valentine sono esposte nel museo del rugby (oggi World Rugby Museum) presso lo stadio di Twickenham.
Nel 2010 BBC Northern Ireland produsse la ricostruzione storica della meta di Valentine, post lavorata con tecnica di invecchiamento della ripresa per restituire allo spettatore l'atmosfera di fine Ottocento.
Il club londinese degli Harlequins, contestualmente all'istituzione di una squadra femminile che compete nel massimo campionato nazionale, ha affiancato alle due mascotte ufficiali, i fratelli Harley e Charley, la loro sorella Emily, così chiamata in omaggio a Emily Valentine.
Il giornalista inglese John Birch, esperto di rugby femminile e penna che ha ricostruito la storia di Emily Valentine, è sostenitore della tesi che World Rugby debba ammetterla nella propria galleria delle celebrità nel suo ruolo di pioniera e precorritrice della disciplina declinata al femminile.